# Moringua bicolor
Espèce
Moringua bicolor est une espèce de poissons téléostéens serpentiformes.